# Comitè Paralímpic Uruguaià
El Comitè Paralímpic Uruguaià és el comitè paralímpic nacional que representa a l'Uruguai. Aquesta organització és la responsable de les activitats esportives paralímpiques al país. És membre del Comitè Paralímpic Internacional i del Comitè Paralímpic de les Amèriques.